# Catedral de Como
La catedral de Como (en italiano, Duomo di Como —oficialmente Cattedrale di Santa Maria Assunta—) es un templo de culto católico ubicado en la ciudad italiana de Como, en Lombardía, al norte del país. Es la sede la Diócesis de Como y su advocación es a la Asunción de la Santísima Virgen María. Es el edificio religioso más importante de la ciudad y uno de los más reconocidos de la zona del lago de Como. La Catedral alberga una pintura muy importante de San José por Giambattista Pittoni.

## Historia

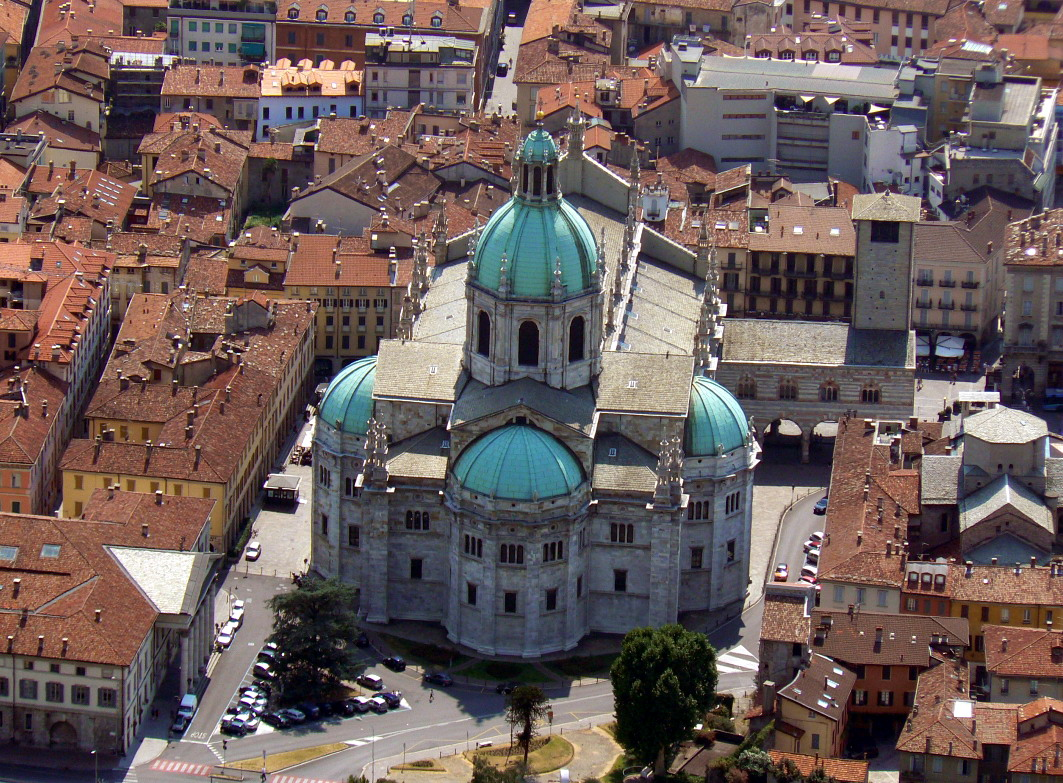
Vista aérea de la cúpula

La catedral es normalmente descrita como de estilo gótico. Su construcción comenzó en 1396 bajo la supervisión de Lorenzo degli Spazzi di Laino, sin embargo, la catedral no fue terminada hasta 1770 con la construcción de la cúpula realizada por el arquitecto Filippo Juvara. 

## Descripción
El edificio posee 87 m de largo, entre 36 y 56 metros de ancho, y 75 m en la parte más alta de la cúpula. La planta baja tiene forma de cruz latina, con una nave central y dos naves laterales. 

## Galería

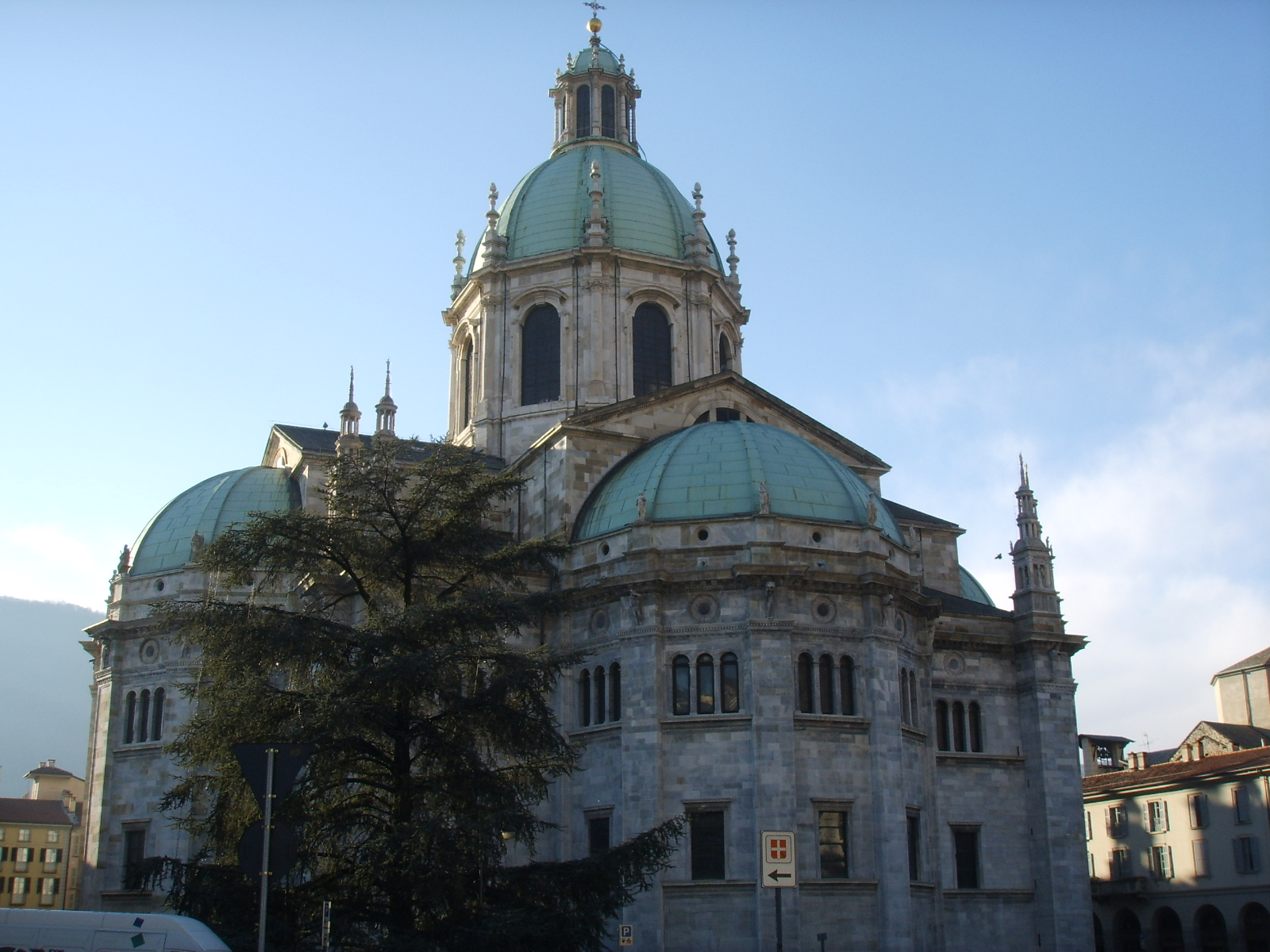
Exterior del ábside
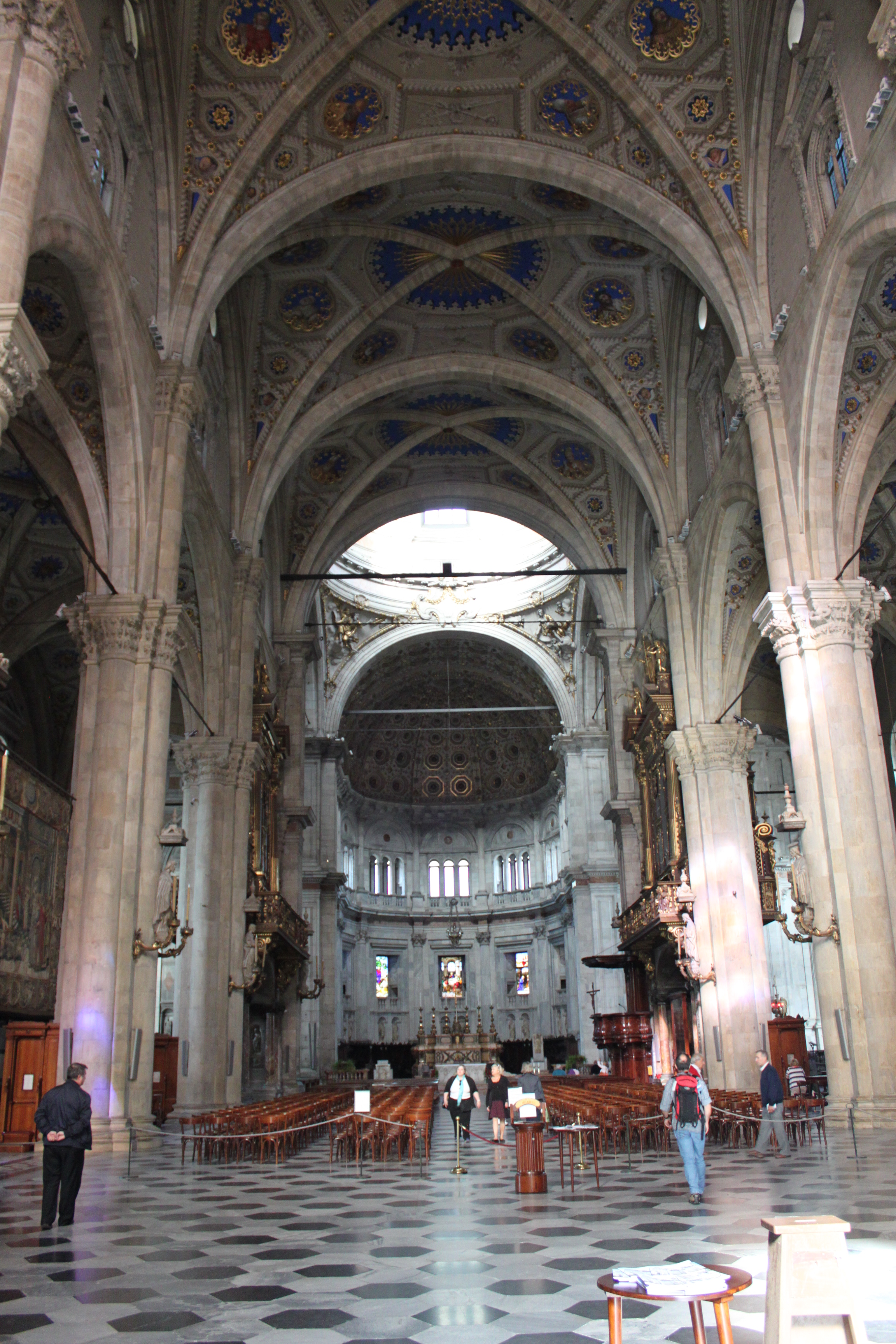
Interior
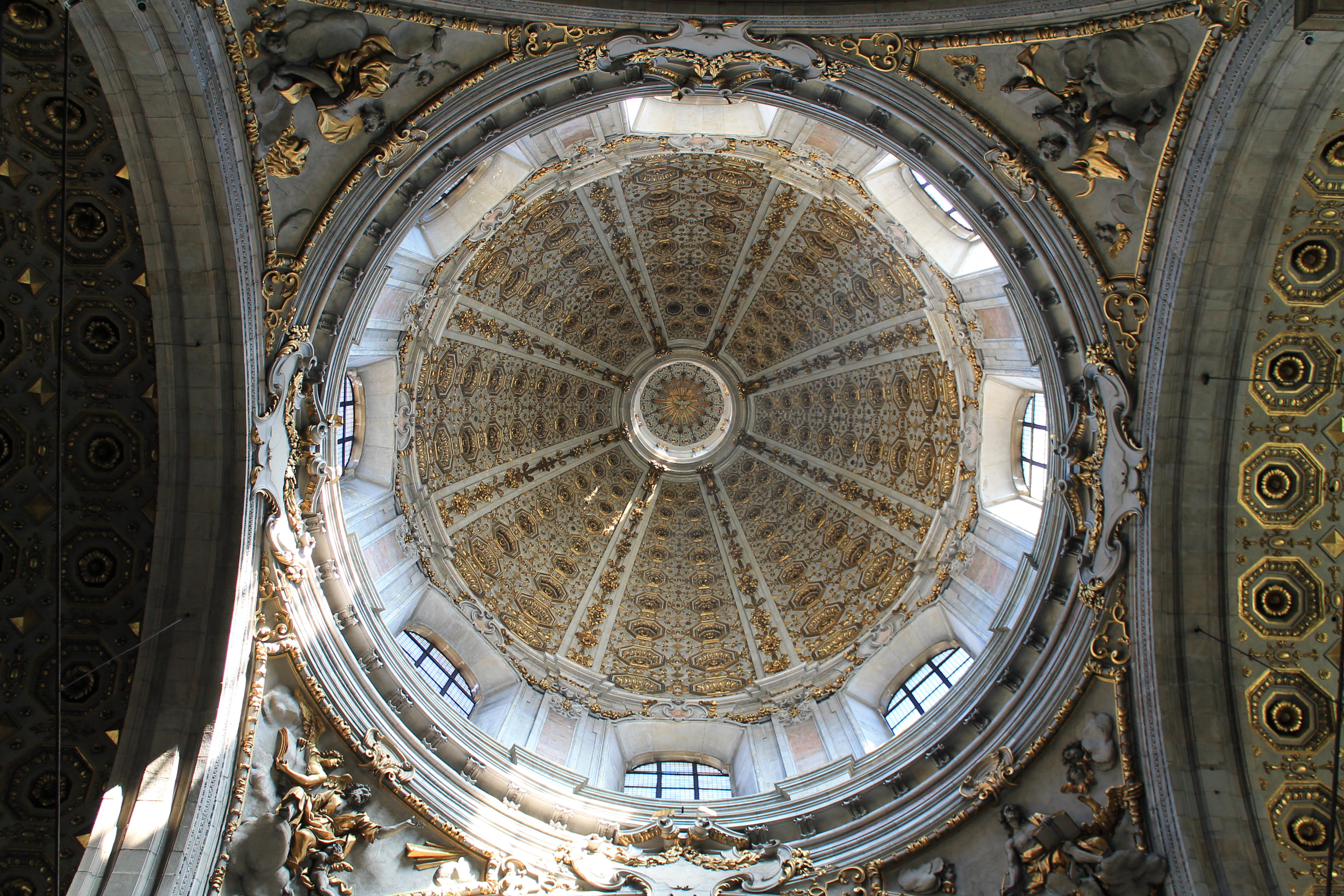
Interior de la cúpula